# إد أونيل (لاعب كرة قدم أمريكية)
إد أونيل (بالإنجليزية: Ed O'Neil)‏ هو لاعب كرة قدم أمريكية أمريكي، ولد في 8 سبتمبر 1952 في وارن في الولايات المتحدة.

## وصلات خارجية
- إد أونيل على موقع مرجع كرة القدم المحترفة.كوم (الإنجليزية)